# Nógrádsáp
Nógrádsáp (szlovákul: Šápov) község Nógrád vármegye Rétsági járásában.

## Fekvése
A vármegye délnyugati szegletében fekszik, a Cserhát és a Gödöllői-dombság találkozásánál, Pest vármegye határa mellett. A legközelebbi város Rétság, mintegy 22 kilométerre; a környék más nagyobb városai közül Vác 27, Aszód 30, Balassagyarmat 32, Budapest pedig 55 kilométerre található. A megyeszékhely, Salgótarján nagyjából 80 kilométer távolságra fekszik Nógrádsáptól.

### Megközelítése
Csak közúton érhető el, Nézsa vagy Galgaguta érintésével, mindkét irányból a 2115-ös úton; a zsáktelepülésnek tekinthető (ténylegesen két irányból is megközelíthető, de átmenő forgalom nélküli) Legénddel a 21 153-as számú mellékút kapcsolja össze.
Gépkocsival Budapestről az M2-es autóút rádi lehajtójától a Rád-Penc-Keszeg-Nézsa-Nógrádsáp útvonalon, kényelmes tempót választva egy óra elteltével érhető el a település.
Vasútvonal nem érinti a települést, de Váccal nagyjából óránként közlekedő autóbuszjárat köti össze Nógrádsápot.

## Története
Nógrádsáp eredetileg két önálló település egyesítésével alakult ki. 1928-ban Alsó- és Felsősápot vonták össze Nógrádsáp néven. Az egyesítéshez elsősorban az vezetett, hogy erre az időre a két település teljes mértékben összeépült, lakói házassági kapcsolatok révén keveredtek, a 14. században épült késő gótikus templom is közös használatban volt.

### Alsósáp
Alsósáp a Váci püspökség ősi birtokai közé tartozott. 1460-ban már e püspökség birtokai között sorolták fel. A török hódoltság alatt nem pusztult el. 1715-ben 8 magyar háztartást írtak benne össze. 1848-ig a Váci püspökség földesúri hatósága alá tartozott. A római katolikus temploma, mely csúcsíves ízlésben épült, a 14. századból való. A plébániát 1806-ban építették az itteni helyi káplánságból. 1873-ban nagy kolera járvány pusztított a helységben. 1910-ben 503 lakosából 367 magyar, 136 szlovák volt. Ebből 465 római katolikus, 33 evangélikus, 5 izraelita volt.

### Felsősáp
Felsősáp csak az 1715 évi összeírásban szerepelt először, akkor csupán 5, az 1720 évi összeírásban pedig 4 tót háztartását vették fel. 1720-ban kuriális községként szerepel, de csak a földesura volt nemes. Az 1700-as években több birtokosa is volt: 1744-től a Baloghy család tagjai, majd az 1900-as évek elejétől Pásztor Illés és Szabó Rudolf voltak a nagyobb birtokosai. E két birtokoson kívül még Mende Bódog, ismert közgazdasági írónak volt itt úri laka, továbbá Pásztor Illésnek, aki a régi Hanzély-féle kúriát bírta. 1873-ban négy hónapon át tartó kolera járvány volt e községben. A határban emelkedik a Tatárhegy, mely a népvándorlás- vagy honfoglaláskorából való csonkakúp alakú magaslat, sáncokkal körülvéve. 1910-ben 388 lakosából 382 magyar, 6 szlovák volt. Ebből 355 római katolikus, 12 evangélikus, 16 izraelita volt. 2001-ben a település lakosságának 98%-a magyar, 2%-a szlovák nemzetiségűnek vallotta magát.

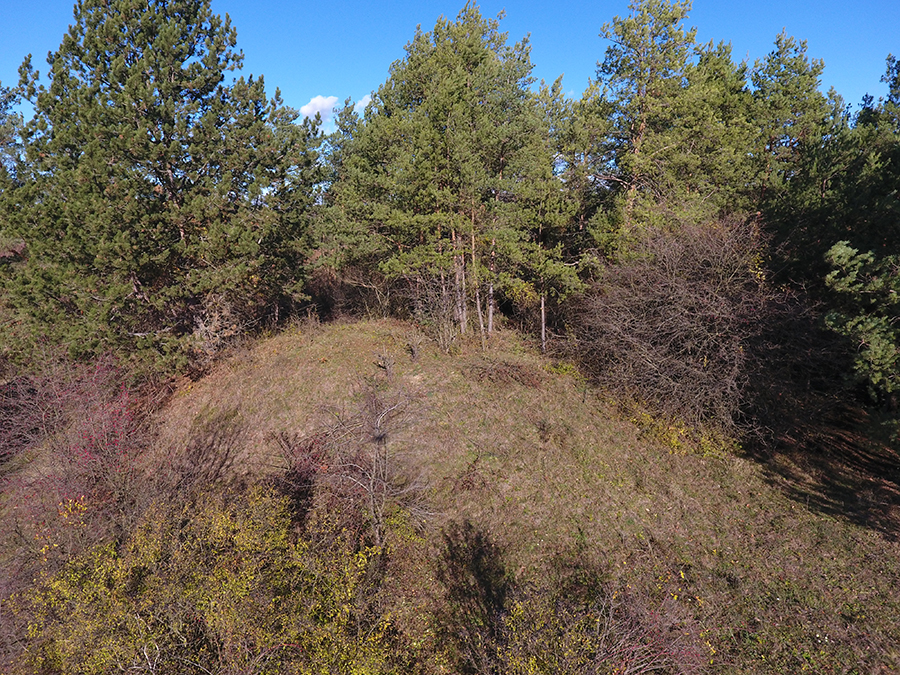
Nógrádsáp, Tatárka légi fotón

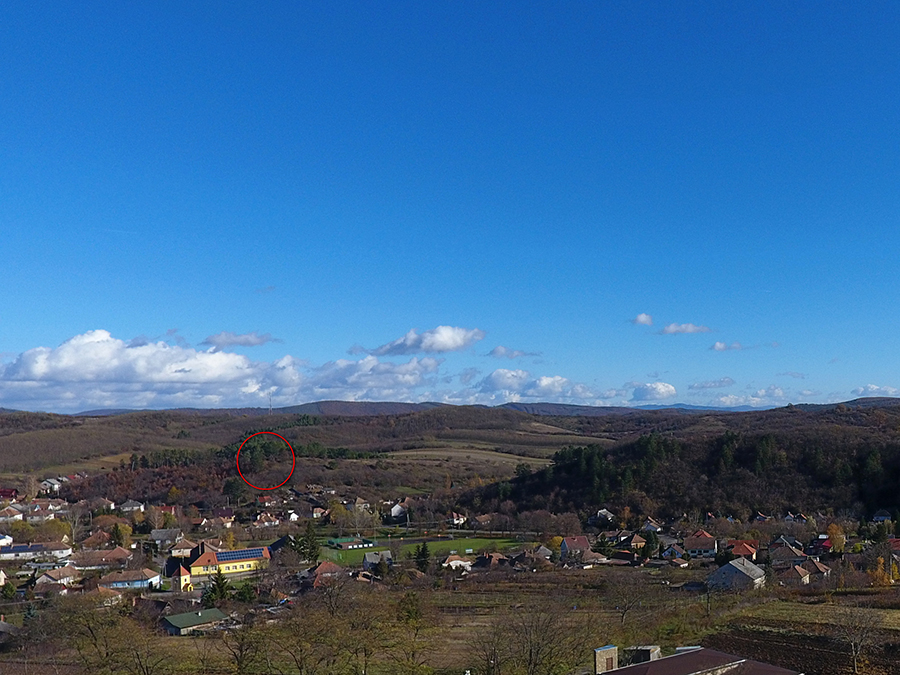
Nógrádsáp, Tatárka légi felvételen

## Közélete

### Polgármesterei
- 1990–1994: Pintér Bertalan (független)[5]
- 1994–1998: Pintér Bertalan (KDNP)[6]
- 1998–2002: Pintér Bertalan (Fidesz–MDF-MKDSZ)[7]
- 2002–2006: Pintér Bertalan (Fidesz–MDF-MKDSZ)[8]
- 2006–2010: Pintér Bertalan (Fidesz–KDNP)[9]
- 2010–2014: Pintér Bertalan (Fidesz–KDNP)[10]
- 2014–2019: Pintér Bertalan (Fidesz–KDNP)[11]
- 2019–2024: Pintér Bertalan (Fidesz–KDNP)[12]
- 2024– : Kökény Ildikó (független)[1]

## Népesség
A település népességének változása:
| Lakosok száma | 833  | 826  | 811  | 911  | 889  | 902  | 898  |
|               | 2013 | 2014 | 2015 | 2021 | 2022 | 2023 | 2024 |

A 2011-es népszámlálás során a lakosok 86,5%-a magyarnak, 0,5% németnek, 13,9% szlováknak mondta magát (13,5% nem nyilatkozott; a kettős identitások miatt a végösszeg nagyobb lehet 100%-nál). A vallási megoszlás a következő volt: római katolikus 73,4%, református 1,1%, evangélikus 2,1%, felekezeten kívüli 3,3% (19,6% nem nyilatkozott).
2022-ben a lakosság 94,3%-a vallotta magát magyarnak, 8,3% szlováknak, 0,1% szlovénnek, 0,1% cigánynak, 1,5% egyéb, nem hazai nemzetiségűnek (5,7% nem nyilatkozott; a kettős identitások miatt a végösszeg nagyobb lehet 100%-nál). Vallásuk szerint 58,2% volt római katolikus, 2,8% evangélikus, 1,9% református, 0,1% görög katolikus, 0,9% egyéb keresztény, 0,2% egyéb katolikus, 6,2% felekezeten kívüli (29,7% nem válaszolt).

## Nevezetességei

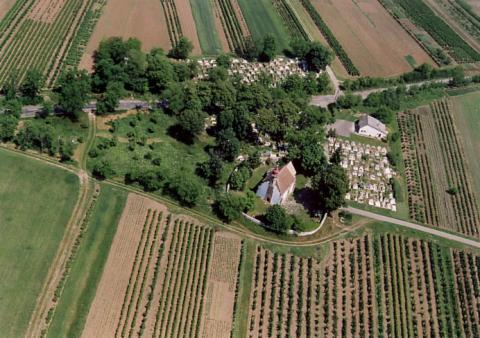
A nógrádsápi templom

- Nógrádsápi gótikus templom
- Boldogságos Szűz mennybemenetele templom
- Lourdesi barlang és Keresztút

## Ismert személyek
- Itteni birtokán gazdálkodott, és itt is halt meg 1944-ben Forster György magyar jogász, földbirtokos, országgyűlési képviselő.

## Külső hivatkozások
- Nógrádsáp Önkormányzatának honlapja
- Nógrádsáp az utazom.com honlapján